# Quiero amanecer con alguien
Quiero amanecer con alguien es el título del sexto álbum de estudio grabado por la cantautora y actriz mexicana Daniela Romo. Fue lanzado al mercado por la empresa discográfica EMI Latin a finales de 1989. Fue un álbum muy exitoso ya que fue el primer álbum de Daniela Romo en tener la posición número 1 de popularidad.
En esta grabación daría un giro en su estilo musical, esta vez, bajo la producción del maestro Bebu Silvetti, y contando con la participación de grandes compositores como: Las Hermanas Diego, Miguel Gallardo, Amparo Rubín, Mauricio Abaroa, Juan Gabriel y del exmiembro de The Beatles, Paul McCartney. Además de que la propia intérprete colaborara como compositora en varios temas.
Los sencillos que se desprendieron de este álbum son: Quiero amanecer con alguien, Balada por un amor, Dímelo, Explórame y La guirnalda (que fue grabada en 1986 por la desaparecida cantante y actriz española Rocío Dúrcal).
Las baladas románticas Balada por un amor y Quiero amanecer con alguien fueron usadas para los dos temas principales de la telenovela mexicana de la cadena Televisa, Balada por un amor (1989-1990), bajo la producción de José Rendón, protagonizada por el propia Daniela Romo, Jorge Rivero y Alfredo Adame, contando con la participación especial del primer actor Enrique Lizalde y con la participación antagónica de Isaura Espinoza y Leticia Perdigón.

## Lista de canciones
| N.º | Música                         | Composición                                     | Duración |
| --- | ------------------------------ | ----------------------------------------------- | -------- |
| 01  | "Quiero amanecer con alguien"  | Daniela Romo / Bebu Silvetti                    | 4:08     |
| 02  | "La última en tu vida"         | K. C. Porter / Rodolfo Castillo / J.M. Gallardo | 4:07     |
| 03  | "Explórame"                    | Teresa Diego / María Luisa Diego                | 3:59     |
| 04  | "Nada me falta, nada me sobra" | José María Purón                                | 3:50     |
| 05  | "Balada por un amor"           | Daniela Romo / K. C. Porter                     | 3:29     |
| 06  | "Una vez más"                  | Daniela Romo / Paul McCartney                   | 3:09     |
| 07  | "Y cae la gota de agua"        | Amparo Rubín                                    | 3:50     |
| 08  | "Sólo siempre tú"              | Mauricio Abaroa                                 | 3:24     |
| 09  | "Dímelo"                       | Juan Gabriel                                    | 3:52     |
| 10  | "Desnuda"                      | Daniela Romo                                    | 4:30     |
| 11  | "La guirnalda"                 | Juan Gabriel                                    | 4:20     |

© MCMLXXXIX. EMI Capitol de México. S.A. de C.V.
- Datos: Q7271832